# James Jones (escritor)
James Jones (Robinson, 6 de novembro de 1921 – Southampton, 9 de maio de 1977) foi um escritor norte-americano conhecido por explorar a II Guerra Mundial e as suas consequências. Venceu o National Book Award de 1952  com o seu primeiro romance publicado, Até à Eternidade (From Here to Eternity no original), que foi logo adaptado ao grande ecrã e tornado numa série de televisão na geração seguinte. 

## Vida
James Ramon Jones nasceu e foi criado em Robinson, Illinois, filho de Ramon e Ada M. (nascida Blessing) Jones. Alistou-se no Exército dos Estados Unidos em 1939, tendo servido na 25ª Divisão de Infantaria, 27º Regimento de Infantaria, antes e durante a II Guerra Mundial, primeiro no Hawaii em Schofield Barracks em Oahu, e mais tarde em combate em Guadalcanal na Batalha de Mount Austen, the Galloping Horse, and the Sea Horse, onde feriu o seu tornozelo. Regressou aos EUA e foi dispensado em julho de 1944 Também trabalhou como jornalista durante a Guerra do Vietname.
As suas experiências durante a guerra inspiraram alguns dos seus trabalhos mais famosos, a chamada trilogia de guerra. Assistiu ao ataque japonês de Pearl Harbor, que levou ao seu primeiro romance publicado, From Here to Eternity (1951).  The Thin Red Line (1962) reflecte as suas experiências de combate em Guadalcanal e Whistle (póstumo, 1978) baseou-se na sua passagem pelo hospital em Memphis, Tennessee, recuperando de uma cirurgia ao tornozelo que feriu na ilha.
Jones foi pai de dois filhos, nomeadamente Kaylie Jones, uma escritora mais conhecida por A Soldier's Daughter Never Cries, um livro de memórias da vida dos Joneses em Paris durante os anos 1960. (O filho Jamie Jones foi adoptado em França.) O romance da Sra. Jones foi adaptado num filme com Kris Kristofferson, Barbara Hershey e Leelee Sobieski em 1998. A estreia deste filme, bem como a estreia de uma nova versão cinematográfica de The Thin Red Line, realizado por Terrence Malick e produzido por Robert Michael Geisler e John Roberdeau, gerou um aumento do interesse na vida e obras de James Jones. Em 2011, A Sra. Jones foi fundamental na publicação de uma edição não censurada de From Here to Eternity de James Jones' .

Jones ajudou na formação em 1950 do Handy Writers' Colony em Marshall, Illinois, pela sua futura amante Lowney Handy e o seu marido Harry Handy. Uma parte da fundação deveu-se a Harry e outra parte a Jones, após o sucesso financeiro de From Here To Eternity. Originalmente concebido como uma comuna utópica onde os artistas se focavam exclusivamente nos seus projectos de escrita, a colónia foi dissolvida apenas alguns anos depois. Isto deveu-se ao facto de James Jones se ter mudado para França, após o seu casamento com Gloria Mosolino e um desentendimento com Lowney, deixando a colónia numa situação complicada financeiramente, em 1957.
Jones morreu em Southampton, Nova Iorque de falência cardíaca congestiva, tendo sido enterrado no Cemitério de Poxabogue-Evergreen, Bridgehampton, Nova Iorque. Os seus papéis estão agora no Harry Ransom Center na Universitdade do Texas em Austin. A sua viúva, Gloria, morreu a 9 de Junho de 2006. Muitos dos livros de James Jones estão disponíveus em formato digital incluindo excertos de "They Shall Inherit the Laughter," publicado como "To the End of the War."

## Obras
Jones nomeou o seu primeiro romance They Shall Inherit the Laughter. Tratou-se de um romance mal disfarçado autobiográfico das suas experiências em Robinson imediatamente após a II Guerra Mundial. Depois de muitas rejeições —com muitas queixas e reclamações sobre o trabalho ser muito estridente e com falta de perspectiva— ele desistiu e começou a escrever From Here to Eternity.
Charles Scribner's Sons publicou Eternity em 1951, tendo vencido o National Book Award for Fiction dos EUA. A Modern Library Board nomeou-o mais tarde um dos 100 melhores romances do século XX.
O seu segundo romance, Some Came Running (1957), tem as suas raízes no primeiro esforço abandonado. Por oposição a Eternity, foi arrasado pelos críticos. Estes foram especialmente ásperos com as frequentes palavras mal escritas e erros de pontuação; não se aperceberam que estes elementos foram uma escola consciente de Jones para evocar o carácter provinciano das personagens e cenários do romance. Jones brincou com este estilo em muitos contos escritos na mesma altura como Some Came Running (mais tarde coligido em The Ice-Cream Headache and Other Stories), tendo abandonado este estilo quando terminou The Thin Red Line em 1962. Some Came Running foi imediatamente adaptado em filme com Frank Sinatra, Dean Martin, e Shirley MacLaine, que foi aclamado pelos críticos e nomeado para muitos Oscars.
A sua novella The Pistol (1959) foi retirada da sua experiência militar, ao contrário de From Here to Eternity e The Thin Red Line.
Jones não viveu o suficiente para acabar o seu último romance, Whistle. (Sabia que tinha uma falência cardíaca congestiva quando estava a escrevê-lo.) Contudo, deixou numerosas notas para Willie Morris completar a secção final após a sua morte, e Whistle foi publicado um ano depois, em 1978. Este completou a trilogia de guerra de Jones (as primeiras partes são From Here to Eternity e The Thin Red Line), sobre a qual escreveu: "[Esta trilogia] irá dizer exactamente tudo o que tenho a dizer, ou irei alguma vez  dizer, sobre a condição humana da guerra e o que significa para nós, em oposição ao que afirmamos ser o que significa para nós."

## Livros
- From Here to Eternity (1951) 
  - From Here to Eternity: The Restored Edition. Open Road Media, 2011. ISBN 0-385-33364-1 (e-book)
- Some Came Running (1957)
- The Pistol (1959)
- The Thin Red Line (1962)
- Go to the Widow-Maker (1967)
- The Ice-Cream Headache and Other Stories (1968)
- The Merry Month of May (1971)
- A Touch of Danger (1973)
- Viet Journal (1974)
- WW II (1975)
- Destroços de guerra - no original Whistle (1978) (completado por Willie Morris)
- To the End of the War (não publicado mas aguardado)[4]

## Adaptações
From Here to Eternity foi adaptado em filme com o mesmo nome em 1953; como minissérie de televisão com o mesmo nome em 1979; como série de televisão com o mesmo nome em 1980. Uma adaptação do livro a musical estreou em Londres em Londres em 2013.
Some Came Running foi adaptado em 1958 num filme com o mesmo nome.
The Thin Red Line foi adaptado em 1964 e 1998 em filmes com o mesmo nome.